# Ponto de capitonê

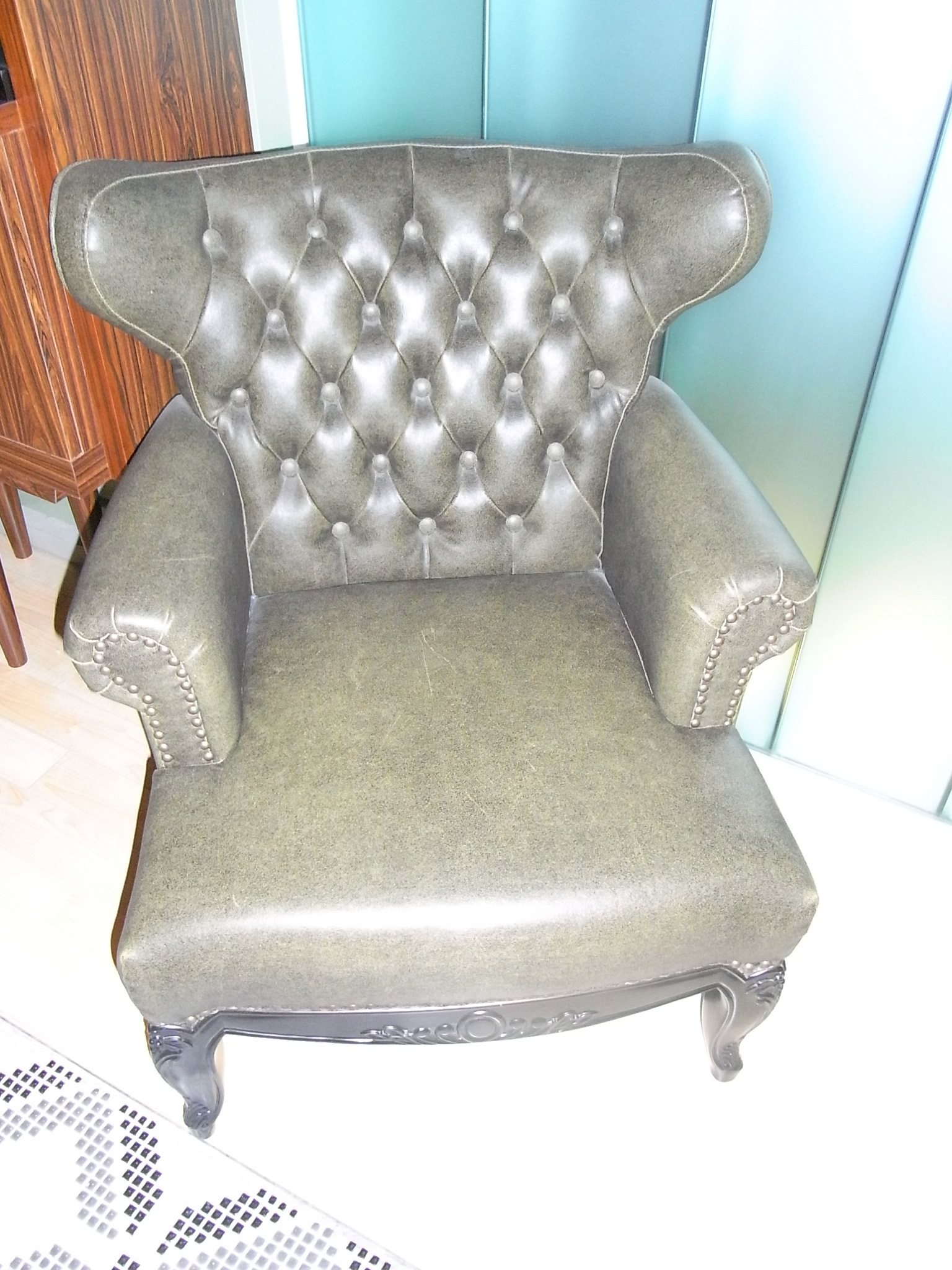
Poltrona com encosto em ponto de capitonê

Ponto de capitonê ou ponto casinha de abelha é uma técnica de confecção em tecido ou outros materiais que oferece desenho gráfico produzida através de quadrados retilíneos riscados e costurados para delinear formas geométricas ou orgânicas. Uma técnica semelhante é a ponto de botonê, cuja diferença principal está no uso de botões.